# 李先
李 先（り せん、335年 - 429年）は、北魏の学者・軍師。字は容仁。中山郡盧奴県の出身。本貫は趙郡平棘県。先祖の李就は江夏郡平春県に移り住んでいたので、江夏李氏の本貫とも言う。

## 経歴
後趙の楽安郡太守・左中郎将の李樊（李通の曾孫の李重の子）の子として生まれた。若くして学問を好み、顔相占いの術を得意とし、清河郡の張御に師事した。前秦の苻堅に仕え、尚書郎となった。苻丕のときに尚書右主客郎をつとめた。後に西燕の慕容永にその名を知られて、謀主として迎えられた。386年、李先は慕容永に長子城に拠るよう勧めた。慕容永が称制すると、李先はその下で黄門郎・秘書監となり、高密侯に封じられた。394年、慕容垂が慕容永を滅ぼすと、李先は中山に連行された。
396年（皇始元年）、李先は井陘で北魏に帰順した。後に衛王拓跋儀の下で丞相府左長史をつとめた。397年（皇始2年）、拓跋儀の南征に従った。398年（天興元年）、拓跋儀が鄴を攻め落とし、義台に到達して慕容麟の軍を破り、北に軍を返して中山を平定するにあたって、李先は進軍するたびに策を献じ、その攻略に貢献した。道武帝が平城に遷都すると、李先は尚書右中兵郎となった。399年（天興2年）、道武帝が柔然の征討を望んで諮問すると、李先はそれに賛同したため、道武帝は北伐して柔然を撃破した。
李先は七兵郎に転じ、次いで博士・定州大中正に転じた。道武帝が「どのような書物が最も善いものか」と諮問すると、李先は経書を勧めた。
402年（天興5年）、道武帝が後秦の姚興と柴壁で戦うにあたって、李先に作戦を諮問すると、李先は奇兵を先に天渡に向かわせて、柴壁の左右に伏兵を設け、本隊の前進に呼応させれば、姚興は進むに進めず、退くと兵糧不足に陥ると予見した。道武帝は李先の作戦を採用し、包囲戦が実現して姚興を破った。
409年（永興元年）、明元帝が即位した。李先は新帝の引見を受けると、堯舜の教えを勧めた。明元帝は李先に『韓子連珠』や『太公兵法』を講読させた。李先は安東将軍の号を受け、寿春侯に封じられた。
418年（泰常3年）、李先は明元帝の命を受けて上党王長孫道生とともに軍を率いて北燕の乙連城を襲撃し、これを攻め落とした。そのまま北燕の都の龍城に進軍した。李先は龍城の堀を埋め立てて、城の西南を攻撃すれば、馮跋を捕らえることができると進言した。長孫道生は李先の言に従わず、現地の民衆を拉致して凱旋した。
後に李先は武邑郡太守として出向し、その統治にあたって名声があった。太武帝が即位すると、平城に召還されて内都大官となった。429年（神䴥2年）、死去した。享年は95。定州刺史の位を追贈され、中山公に追封された。諡は文懿といった。
子の李冏が爵位を嗣ぎ、京兆郡や済陰郡の太守をつとめた。

## 伝記資料
- 『魏書』巻33 列伝第21
- 『北史』巻27 列伝第15